# Saison 6 de La Guerre des trônes : La Véritable Histoire de l'Europe
La sixième saison de La Guerre des trônes : La Véritable Histoire de l'Europe est une émission de télévision historique qui retrace l'histoire de l'Europe de 1757 à 1788.
Elle raconte l'évolution de la géopolitique de l'Europe du XVIIIe siècle, de la Guerre de Sept Ans jusqu'aux dernières années de règne du roi de France Louis XVI, juste avant le début de la Révolution française.
Présentée par Bruno Solo, elle est diffusée sur France 5 du 15 décembre 2022 au 29 décembre 2022.

## Principe de l'émission
Chaque numéro retrace l’épopée des dynasties rivales ainsi que les jeux de pouvoir qui ont écrit l’histoire de l’Europe au XVIIIe siècle, au travers de reconstitutions historiques et de la visite de différents lieux en rapport avec le sujet traité.
En parallèle, Bruno Solo explique les enjeux géopolitiques ainsi que les interactions entre les différents souverains en déplaçant des pions sur une grande carte.
A la différence des saisons précédentes, la carte utilisée par Bruno Solo ne couvre pas seulement le continent européen mais aussi les Amériques, où l'Angleterre et la France s'affrontent via leurs colonies.

## Présentation et réalisation
Chaque numéro est présenté par le comédien Bruno Solo.
La réalisation des émissions est dirigée par Vanessa Pontet et Éric Le Roux,.

Contrairement aux saisons précédentes, la réalisation laisse une place plus large aux scènes de fiction, tout en restant basée sur des faits ou des dialogues ayant réellement existé. Interrogée sur France info, la coréalisatrice Vanessa Pontet explique : 

« Cette sixième saison laisse beaucoup plus la place aux comédiens que les autres années. Les personnages ont plus d'épaisseur dans les scènes jouées. Plus que des scènes de reconstitution, on peut parler de scènes de fiction, même si ça reste du docu-fiction. »

 Cette saison s'attarde également sur la psychologie des personnages historiques. « Avec notre nouveau réalisateur Éric Le Roux, nous avons voulu travailler sur un enjeu majeur, celui de présenter les personnages historiques et leur psychologie. […] Par exemple, cette année, en France, nous allons évoquer la fin du règne de Louis XV à travers le prisme et le regard du petit Louis XVI. » explique Vanessa Pontet.
La sixième saison met enfin en avant le point du vue du peuple à travers le personnage d’Antoine Simon, incarné par Stéphane Plaza.

## Période historique
La sixième saison retrace la jeunesse du futur roi Louis XVI ainsi que sa rencontre avec sa future femme, Marie-Antoinette,.

Sur le plan international, elle décrypte les enjeux et conséquences de la guerre de Sept Ans, la première véritable guerre « mondiale », durant laquelle la France perd ses colonies au Canada, et dont elle ressort épuisée et affaiblie. Interrogé à ce sujet dans le cadre de l'émission Télématin, Bruno Solo explique :

« La guerre de Sept Ans est quelque chose que peu de gens connaissent. C'est la première vraie guerre mondiale. Elle a fait s'affronter l'Amérique du Nord, l'Amérique du Sud et même des parties de l'Asie, de l'Inde et de l'Afrique, en plus de l'Europe. On ne se rend pas compte mais elle a fait 7 millions de morts. C'est une partie de l'Histoire passionnante qu'on va aborder
. »

Elle montre également le rôle clé que prend la Russie impériale dans la politique européenne, et enfin la manière la France apporte son soutien aux insurgés américains afin de gagner leur indépendance vis à vis de l'Angleterre,.

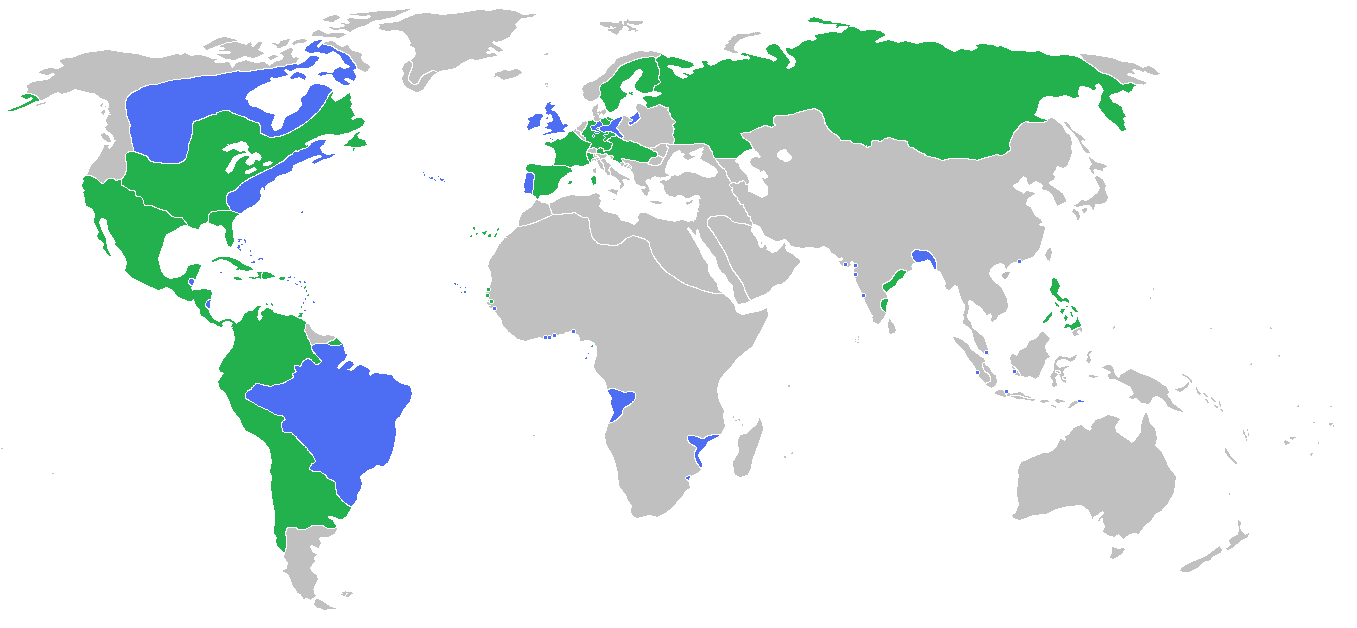
Localisation des belligérants de la guerre de Sept Ans en 1740 :
Grande Bretagne, Prusse, Portugal, leurs alliés et dépendances ;
France, Espagne, Autriche, Russie, Suède, leurs alliés et dépendances.

## Liste des épisodes

### Louis XVI, l’enfant de la guerre (1756-1760)
Diffusions
- France : 15 décembre 2022 et 2 janvier 2023 (France 5)
- Belgique : 23 août 2023 (RTBF)

Résumé

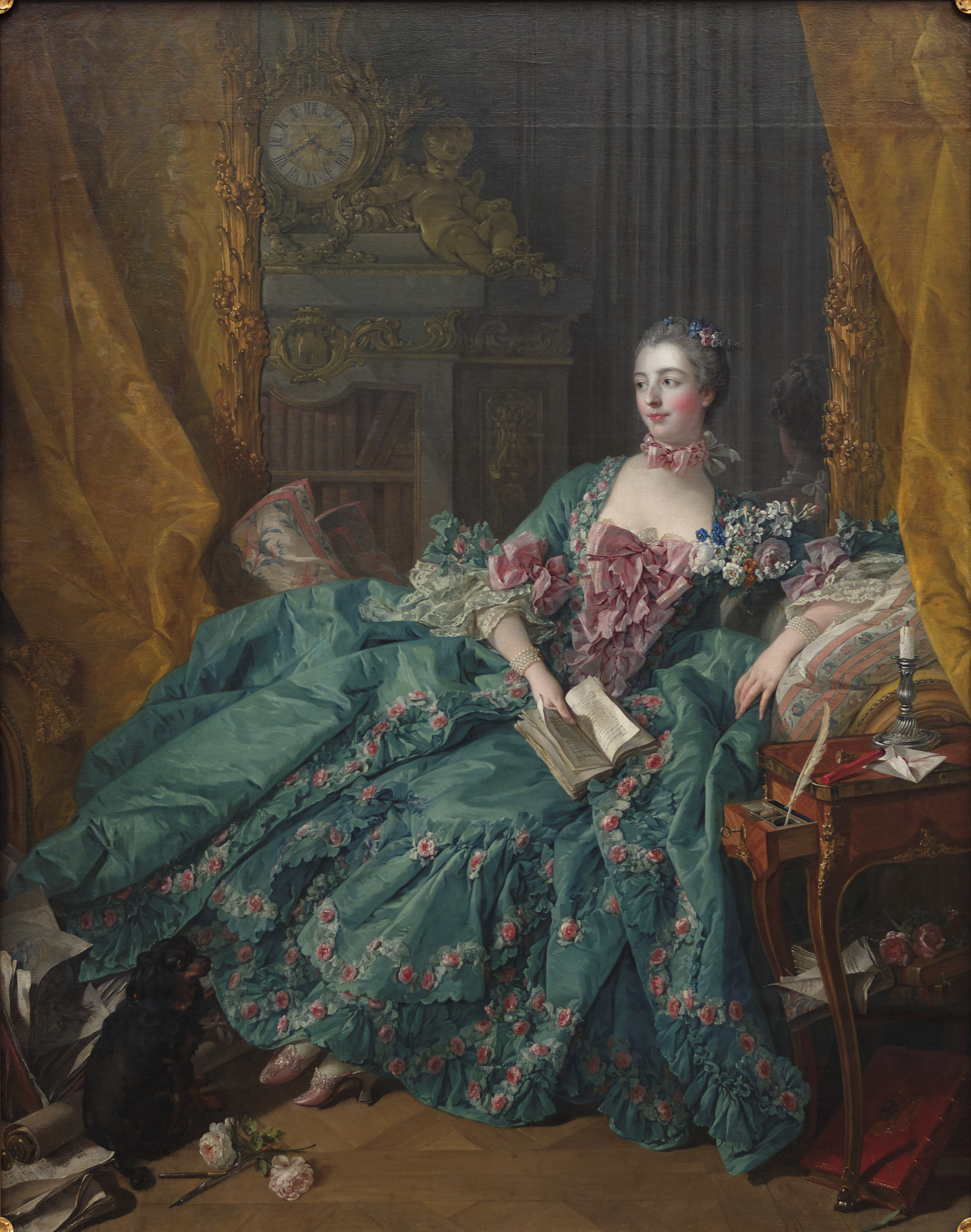
La marquise de Pompadour par François Boucher (1756).

Alors que le jeune Louis-Auguste de Berry, futur Louis XVI, grandit sous le règne de son grand-père, le roi de France Louis XV, ce dernier est victime d'un attentat perpétré par Robert-François Damiens. Sa favorite, Madame de Pompadour assume alors l'exercice du pouvoir, ce qui provoque un scandale.
L'épisode raconte également les débuts de la Guerre de Sept Ans entre les principales puissances européennes de l'époque, une guerre considérée par certains historiens comme le premier conflit mondial,.

### Louis XVI ou le Royaume perdu (1760-1763)
Diffusions
- France : 15 décembre 2022 et 3 janvier 2023 (France 5)
- Belgique : 30 août 2023 (RTBF)

Résumé
Le second épisode raconte la suite de la Guerre de Sept Ans, à la fois sur le continent européen où l’Autriche et la France affrontent la Prusse et l’Angleterre, mais également au Canada, où la France perd ses dernières possessions coloniales au profit de l'Angleterre,.

### Marie-Antoinette, l'enfant de la paix (1764-1770)
Diffusions
- France : 22 décembre 2022 et 4 janvier 2023 (France 5)
- Belgique : 8 septembre 2023 (RTBF)

Résumé

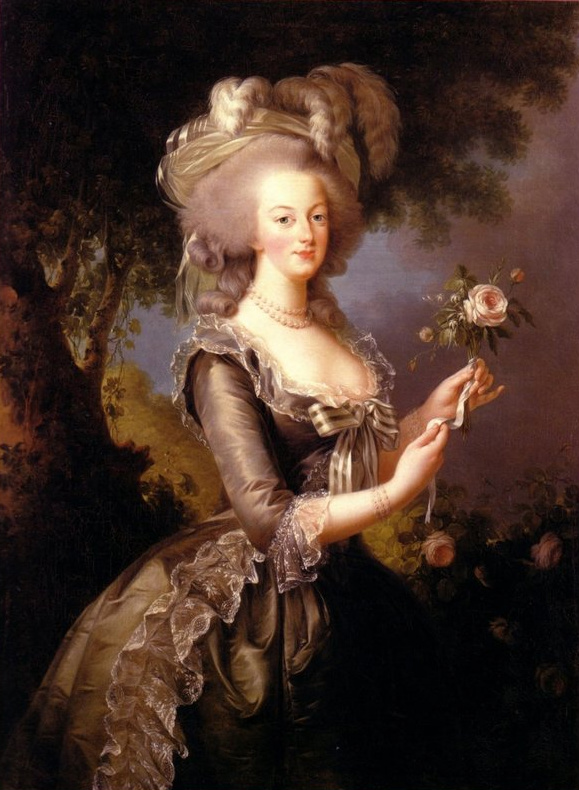
Marie-Antoinette par Élisabeth Vigée Le Brun (1783).

Afin de mettre un terme à la Guerre de Sept Ans, l'impératrice Marie-Thérèse d’Autriche et le roi Louis XV trouvent un accord afin de marier le jeune Louis-Auguste de Berry, futur Louis XVI, à l'archiduchesse Marie-Antoinette d'Autriche.
En parallèle, le roi Louis XV tente de conquérir de nouveaux territoires, pour compenser ceux perdus face à l'Angleterre.

### Marie-Antoinette, vive la reine! (1770-1774)
Diffusions
- France : 22 décembre 2022 et 5 janvier 2023 (France 5)
- Belgique : 13 septembre 2023 (RTBF)

Résumé
Tandis que Louis XVI et Marie-Antoinette d’Autriche tentent de donner un héritier au royaume de France, cette dernière est entourée d'espions à la solde de sa mère, Marie-Thérèse d’Autriche. En 1774, le roi de France Louis XV meurt de la petite vérole. Le jeune couple monte alors sur le trône.
Sur le plan international, de nouvelles taxes imposées par l’Angleterre provoquent le mécontentement des colons installés en Amérique, ce qui provoque la Guerre d'indépendance des États-Unis en 1775.

### Louis XVI et l’Indépendance américaine (1775-1781)
Diffusions
- France : 29 décembre 2022 et 6 janvier 2023 (France 5)
- Belgique : 15 septembre 2023 (RTBF)

Résumé

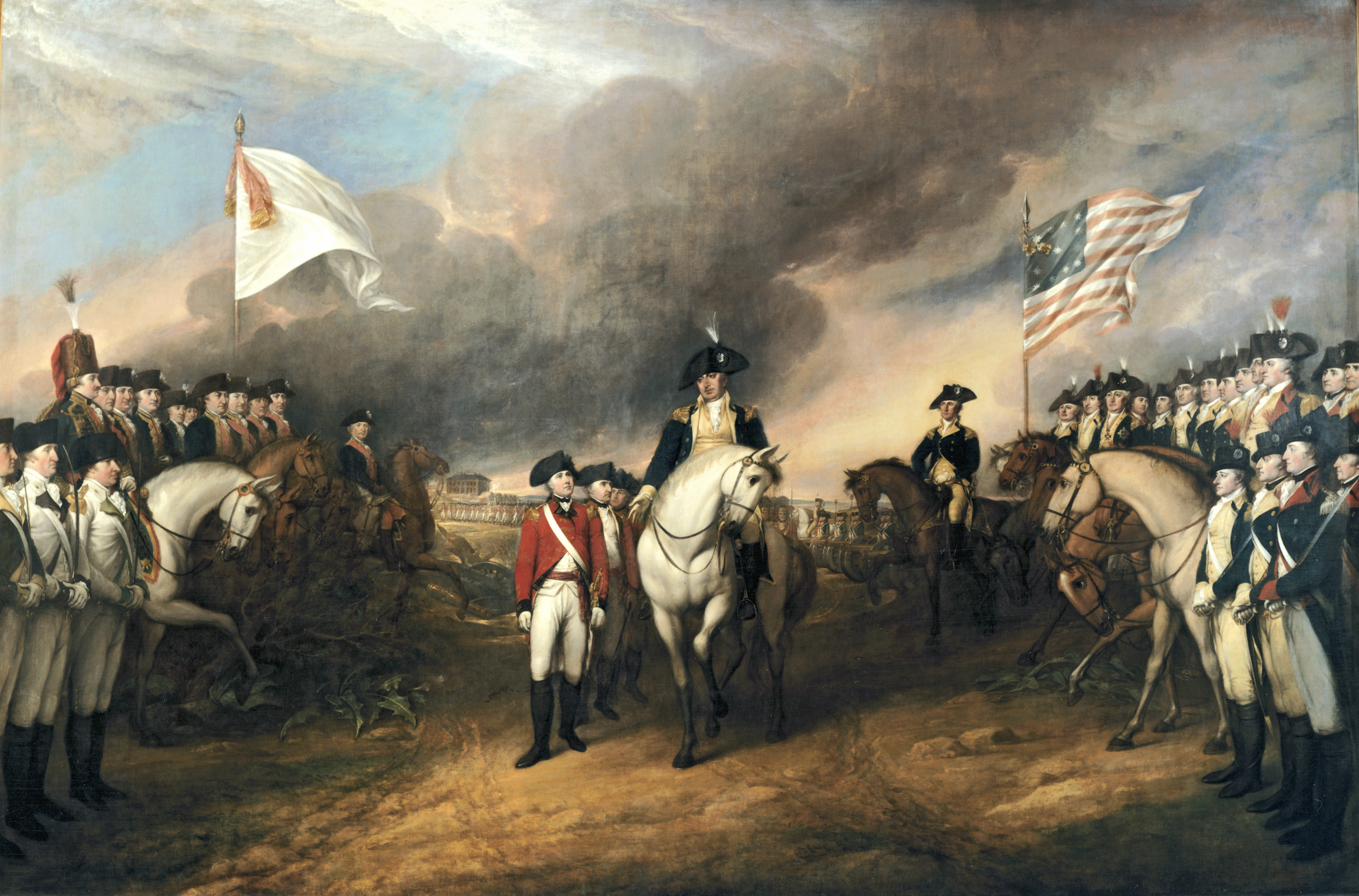
Reddition du général britannique Cornwallis après la bataille de Yorktown en 1781.

Après avoir été sacré à Reims, Louis XVI connaît un début de règne prometteur mais la visite de Benjamin Franklin, porte-parole des indépendantistes américains, vient rebattre les cartes au niveau de la géopolitique internationale.
Afin d'affaiblir l'Angleterre, Louis XVI décide alors d’envoyer des troupes afin de soutenir les insurgés dans la Guerre d'indépendance des États-Unis.

### Marie-Antoinette, échec à la Reine (1782-1788)
Diffusions
- France : 29 décembre 2022 et 9 janvier 2023 (France 5)
- Belgique : 6 octobre 2023 (RTBF)

Résumé
En France, les dépenses de l'Etat afin de soutenir les insurgés américains ainsi que l'augmentation des taxes provoque le mécontentement du peuple. De son côté, la reine Marie-Antoinette est pointée du doigt et accusée de creuser le déficit de la France. 
Pendant ce temps, les idées républicaines se propagent au sein de la population. Le contexte économique et social va provoquer la Révolution française.

## Distribution
- Stéphane Plaza : Antoine Simon
- Patrick Gobert : Benjamin Franklin
- Ishtvan Nekrasov : Charles d'Éon de Beaumont dit le chevalier d'Éon
- Sandra Dorset : Élisabeth Ire de Russie
- Donat Guibert : Frédéric II de Prusse
- Zachary Fall : Joseph II
- Anne d'Almeida : Gabrielle de Polignac
- Stéphane Boucher : George II d'Angleterre
- Laurent Cyr : George Washington
- Clément Vieu : Louis XV
- Léon Durieux : Louis XVI (enfant)
- Léopold Buchsbaum : Louis XVI (adulte)
- Constance Arnoult : Madame du Barry
- Laura Malvarosa : Madame de Pompadour
- Marina Delmonde : Marie-Antoinette d'Autriche
- Agathe Mourier : Marie-Josèphe de Saxe
- Anne-Bérengère Pelluau : Marie-Thérèse d’Autriche
- Tom Novembre : Vergennes[2]
- Nicolas Moreau : l'abbé de Bernis
- Vincent Valette : Charles-Auguste Böhmer
- Mickaël Sabah  : le duc de Choiseul
- Gautier About : François Ier
- Nathan Metral : George III d'Angleterre
- Arnaud Agnel : Louis de France, fils de Louis XV[10]
- Roman Williams : Louis de France, frère de Louis XVI
- César de Gouvello : Louis Stanislas Xavier de France, futur Louis XVIII
- Constance Arnoult : Madame du Barry
- Catherine Lefroid  : Madame de Mirepoix
- Arnaud de Montlivault  : Mikhaïl Illarionovitch Vorontsov
- Fred Hebbada : William Pitt l'Ancien

## Tournage

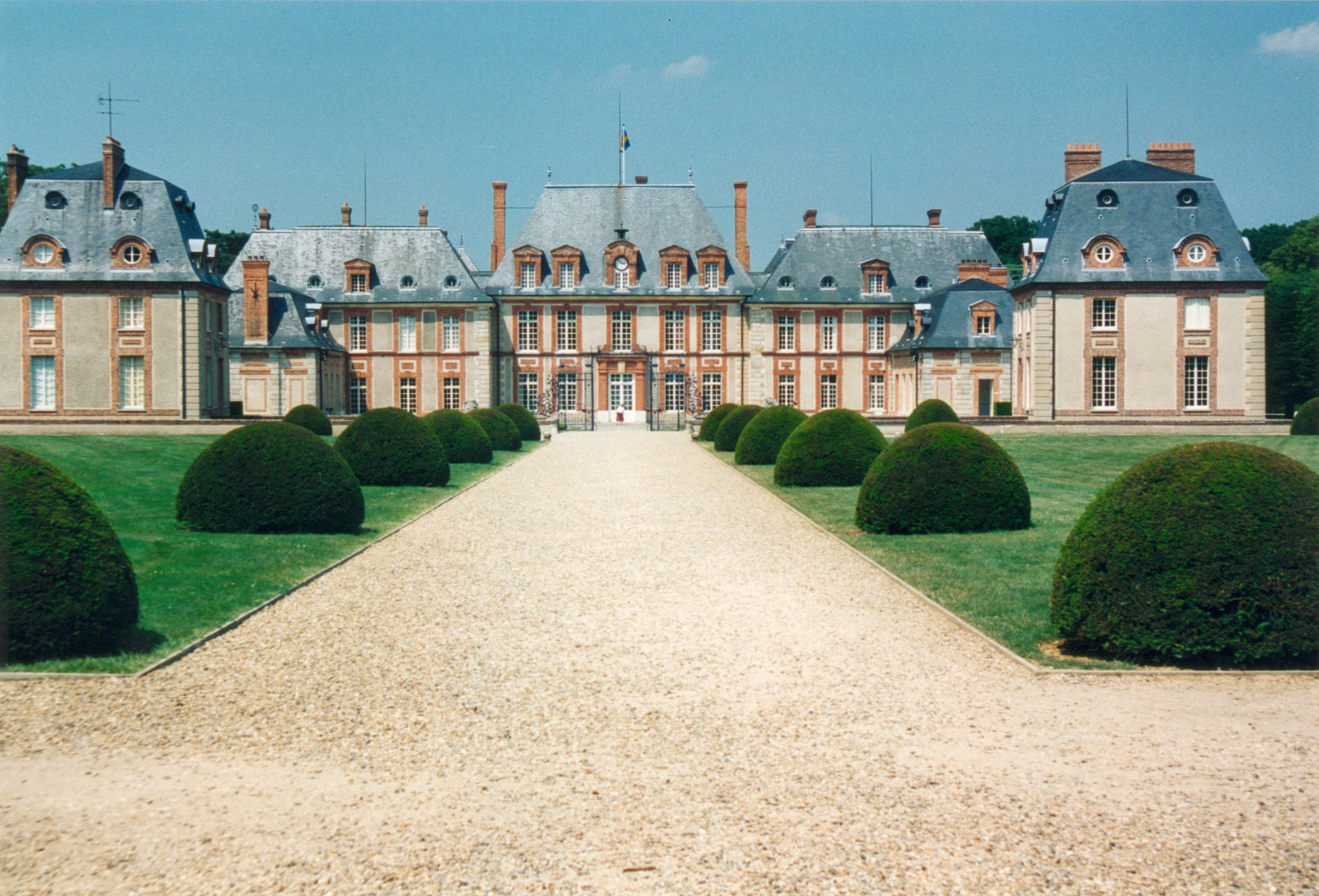
Parmi les lieux visités, on retrouve le château de Breteuil.

Outre les reconstitutions historiques, différentes séquences ont été tournées dans les lieux en lien avec les règnes de Louis XV et Louis XVI :
- Le château des Ormes[11]
- L'abbaye de l'Épau
- Le château de Montgeoffroy à Mazé (Maine-et-Loire)[12].
- Le château de Versailles
- Le château de Fontainebleau
- Le château de Breteuil[2],[9]

## Diffusion
La sixième saison est diffusée en prime-time sur France 5 le jeudi :
- 15 décembre 2022 (épisodes 1 et 2)
- 22 décembre 2022 (épisodes 3 et 4)
- 29 décembre 2022 (épisodes 5 et 6)[2],[8]

## Audiences
Au niveau des audiences, le bilan de la sixième saison est globalement positif puisque l’émission enregistre une hausse de son audience avec 910 000 téléspectateurs en moyenne sur les six épisodes, contre 880 000 téléspectateurs en moyenne lors de la saison précédente, selon Médiamétrie.
Elle permet également à l'émission d’atteindre un record d’audience en part de marché depuis la saison 3 (4,6% auprès du public âgé de 4 ans et plus).
| Rang | Première diffusion | Titre                                  | Période    | Nombre de téléspectateurs | Part d'audience | Thèmes des épisodes                            |
| ---- | ------------------ | -------------------------------------- | ---------- | ------------------------- | --------------- | ---------------------------------------------- |
| 29   | 15 décembre 2022   | Louis XVI, l’enfant de la guerre       | 1756- 1760 | 1 099 000                 | 5,3 %           | La Guerre de Sept Ans                          |
| 30   | 15 décembre 2022   | Louis XVI ou le Royaume perdu          | 1760-1763  | 1 099 000                 | 5,3 %           | La Guerre de Sept Ans                          |
| 31   | 22 décembre 2022   | Marie-Antoinette, l'enfant de la paix  | 1764-1770  | 815 000                   | 3,9 %           | Le mariage de Louis XVI et de Marie-Antoinette |
| 32   | 22 décembre 2022   | Marie-Antoinette, vive la reine !      | 1770-1774  | 815 000                   | 3,9 %           | Le mariage de Louis XVI et de Marie-Antoinette |
| 33   | 29 décembre 2022   | Louis XVI et l’Indépendance américaine | 1775-1781  | 869 000                   | 4,4 %           | La Guerre d'indépendance américaine            |
| 34   | 29 décembre 2022   | Marie-Antoinette, échec à la Reine     | 1782-1788  | 869 000                   | 4,4 %           | L'Affaire du collier de la reine               |

## Avis de la presse
Pour la journaliste Stéphanie Gorlin du magazine Télé-Loisirs, « cette nouvelle saison est tout aussi intéressante et captivante que les précédentes. » Elle ajoute : « un ton décalé, une approche ludique mais véridique… Qu’est-ce que l’on aurait aimé apprendre l’histoire de cette manière ! ».
De son côté, la journaliste Catherine Pacary du journal Le Monde note que la série semble avoir trouvé la bonne dynamique, avec un Bruno Solo plus serein : « Oubliés les débuts tâtonnants de la saison 1, en décembre 2017, [..] Bruno Solo a depuis acquis en aisance, et la série en reconnaissance ». 
Pour la journaliste, le choix assumé de raconter l'histoire par les anecdotes mais aussi l'histoire des personnages secondaires « est pour beaucoup dans l’attractivité de ce divertissement historique ».
Enfin, Blaise de Chabalier du Figaro TV souligne que la dimension internationale de la guerre de Sept Ans est bien mise en avant : « La dimension mondiale du conflit est ici soulignée. L’importance dans les conquêtes britanniques en Amérique du Nord et dans les Antilles, de William Pitt, ministre du roi d’Angleterre, apparaît bien ».
Le journaliste loue également les interprétations des comédiens, et notamment de Stéphane Plaza  « surprenant de justesse dans le rôle du cordonnier et futur révolutionnaire Antoine Simon ».